# Aulacus schiffi
Aulacus schiffi är en stekelart som beskrevs av Smith 1996. Aulacus schiffi ingår i släktet Aulacus och familjen vedlarvsteklar. Inga underarter finns listade.